# Кузьмина, Галина Васильевна
Галина Васильевна Кузьмина (12 апреля 1929, Ленинград — 21 сентября 2017) — российский учёный, ведущий научный сотрудник Лаборатории математического анализа ПОМИ им. В. А. Стеклова РАН (Санкт-Петербург).

## Биография
Родилась 12 апреля 1929 г. Жила в блокадном Ленинграде.
С 1952 г. работала в ЛОМИ (ПОМИ) им. В. А. Стеклова.
Доктор физико-математических наук, учёное звание — старший научный сотрудник.

## Научные труды
Автор монографий:
- Модули семейств кривых и квадратичные дифференциалы. Галина Васильевна Кузьмина. Наука, 1980 — Всего страниц: 239
- Аналитическая теория чисел и теория функций: 7, Том 6. Галина Васильевна Кузьмина, О. М. Фоменко. Наука, 1985 — Всего страниц: 180

Публикации последних лет:
- Об одном экстремально-метрическом подходе к задачам об экстремальном разбиении. Зап. научн. сем. ПОМИ, 449 (2016), 214—229
- Geometric function theory. Jenkins results. The method of modules of curve families. G. V. Kuz’mina. Зап. научн. сем. ПОМИ, 445 (2016), 181—249
- Метод модулей в общей задаче об экстремальном разбиении. Зап. научн. сем. ПОМИ, 440 (2015), 170—186
- Общая теорема коэффициентов Дженкинса и метод модулей семейств кривых. Зап. научн. сем. ПОМИ, 429 (2014), 140—156
- Метод модулей и экстремальные задачи в классе {\displaystyle \Sigma (r)} Зап. научн. сем. ПОМИ, 418 (2013), 136—152
- Квадратичные дифференциалы с полосообразными областями в структуре траекторий в задачах об экстремальном разбиении. Зап. научн. сем. ПОМИ, 404 (2012), 199—213